# Gustav Jarl
Gustav Jarl (sinh ngày 28 tháng 5 năm 1995) là một cầu thủ bóng đá người Thụy Điển thi đấu cho AFC Eskilstuna ở vị trí hậu vệ.